# Lijst van burgemeesters van Zeeland
Dit is een lijst van burgemeesters van de voormalige Nederlandse gemeente  Zeeland in de provincie Noord-Brabant, totdat deze per 1 januari 1994 samenging met de toenmalige gemeente Schaijk in de nieuw gevormde gemeente Landerd.

## Vóór 1811
| Ambtsperiode | Naam burgemeester                                       | Bijzonderheden |
| ------------ | ------------------------------------------------------- | -------------- |
| 1663         | Cornelis Peters                                         |                |
| ??           | ??                                                      |                |
| 1674         | Aert Aerts en Coernelis Handrickx                       |                |
| ??           | ??                                                      |                |
| 1676         | Gerit Gerits en Gerit Heermus                           |                |
| ??           | ??                                                      |                |
| 1722         | Corbelis Willems en Cornelis Peters van Zelandt         |                |
| ??           | ??                                                      |                |
| 1724         | Dirck Smits en Jan Janssen                              |                |
| ??           | ??                                                      |                |
| 1751         | Lindert Lambers Hendrick Peeters Hendrick van Teeffelen |                |
| ??           | ??                                                      |                |
| 1753         | Huijbert Willems en Jan Smits                           |                |
| 1754         | Willem Hermens en Cornelis Maertens                     |                |
| ??           | ??                                                      |                |
| 1756         | Bernaerdt Jansse en Arnoldus Wouters                    |                |
| 1757         | Arnoldus Wouters Aerts en Bernardt Jansse               |                |
| 1758         | Hendrick Cornelissen en Jan Rutten                      |                |
| ??           | ??                                                      |                |
| 1776         | Dirck Tonen en Gerardus Linders                         |                |
| ??           | ??                                                      |                |
| 1792         | Jan Schuts en Dirck Tonen of Tonis                      |                |
| ??           | ??                                                      |                |
| 1801         | Francis Tios en Gijsbert Willems                        |                |
| ??           | ??                                                      |                |
| 1804         | Jacobus Cornelis Coene en Joseph Peeters                |                |
| ??           | ??                                                      |                |
| 1810         | P. Wielms, C.P. Seegers, Peeter Wilms, Cornelis Zegers  |                |
| ??           | ??                                                      |                |
| 1812         | P. Wilms en C. Seegers                                  |                |

## 1813 - 1993
| Ambtsperiode | Naam burgemeester                          | Partij of stroming | Bijzonderheden                                                                                                |
| ------------ | ------------------------------------------ | ------------------ | --- |
| 1813? - 1816 | Andries cq Andreas van Erp                 |                    | |
| 1816 - 1823  | Johannes van de Ven                        |                    | |
| 1823 - 1823  | Henri de Quaij                             |                    | Waarnemend |
| 1823 - 1843  | Peter Joseph van Kilsdonk                  |                    | Tevens bierbrouwer                                                                                            |
| 1844 - 1872  | Hendricus Gervers                          |                    | |
| 1872 - 1897  | Gerardus (Gerard cq Ger) (G.) van Kilsdonk |                    | Tevens bierbrouwer                                                                                            |
| 1897 - 1932  | J.G. Doedens                               |                    | |
| 1932 - 1938  | Jos (J.P.F.) van de Ven                    |                    | Kleinzoon van Petrus Josephus van Kilsdonk, neef van Gerardus van Kilsdonk, grootvader van Monique van de Ven |
| 1938 - 1946  | Piet (P.Th.M.) van Hesteren                |                    | |
| 1946 - 1957  | Jacques (J.J.M.) Werner                    |                    | Later burgemeester van Sint-Oedenrode                                                                         |
| 1958 - 1979  | Frans (F.) Verheijen                       | KVP                | tevens burgemeester van Berghem (1969-1978)                                                                   |
| 1980 - 1991  | Ben (B.E.) Schellekens                     | CDA                | |
| 1991 - 1993  | Harrie (H.P.J.) van Weegen                 |                    | Waarnemend |